# Degerön (Lule-archipel)
Degerön is een Zweeds bosrijk eiland behorend tot de Lule-archipel. Het eiland is al tijden bewoond. Men leefde voornamelijk van de visserij. De bewoners moesten alle diensten betrekken van Luleå of het nabijgelegen Hindersön (met name post, maar dat leefde zelf ook van de visserij. Om de oostzeeharing en zalm te verkopen moest men zelfs uitwijken naar Haparanda; aldaar kreeg men meer opbrengsten uit dezelfde hoeveelheid vis. De telefoon bereikte in 1932 het eiland. Het zuidelijke deel van het eiland heet Degeröholmen, hetgeen er wijst dat dit deel vroeger zelf een eiland was, dat in de loop der eeuwen is vastgegroeid aan het hoofdeiland. Het noordelijk deel heeft een voor de archipel vrije steile kustlijn., terwijl het op haar hoogste punt nog geen 30 meter boven de zeespiegel uitkomt (Nördestberget).
Degerön staat voor groot (diger) eiland (ön). Soms kan het eiland per boot vanuit Luleå bereiken, maar meestal moet men het op eigen kracht doen; per zeilboot of kano.